# 邢肇棠

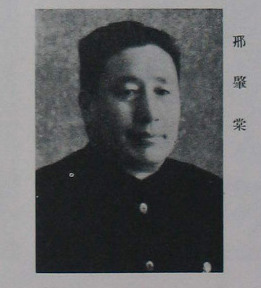

邢肇棠（1894年—1961年5月31日），原名光祖，字照堂，男，甘肃通渭人，中国近代政治人物。

## 生平
邢肇棠是甘肃省通渭县城西10里地处的平襄镇高碾子村人。自小念私塾，17岁入县城文庙高级小学堂(今文庙街小学)。1914年高小毕业，就读于省城兰州省立第一中学。
1915年从省立第一中学考入甘肃陆军测量学校。1918年以第一名毕业被推荐到甘肃陆军测量局工作，不久任科长。1920年，调到陇东镇守使署当参谋。因厌恶镇守使张兆钾贪污腐化、行贿受贿的行为，于1922年冬相随在平凉的原陕北镇守使署骑兵连长高桂滋，到陕军第一师骑兵训练处（驻今邯郸）工作。1923年冬，陕军第1师军幕主持、后与冯玉祥一起发动北京政变的刘守中(字元丞)派遣到广州向孙中山呈送《西北党务报告》。途径上海时，向胡汉民、张继交了函件，并由二人介绍加入国民党。1924年1月到广州，由廖仲恺引荐谒见孙中山，面呈了刘守中的党务报告，并就西北政治、军事、风物民情作了亲切交谈。1924年2月，带着孙中山"依托陕军在北方大张革命势力"指示，到北平向李大钊等做了汇报。又返回邯郸，胡景翼师长指定他为骑兵训练处1连连长兼教官。1924年秋，第二次直奉战争爆发。他随骑兵训练处挺进队转战通州、喜峰口及热河平泉一线，缴获了直系军阀王怀庆溃兵的几百支枪械。1924年10月，陆军检阅使冯玉祥和胡景翼等联合发动北京政变，推翻北洋曹锟政府，电请孙中山北上，并决定组织国民军，胡景翼部编为国民二军，邢肇棠被任命为2军补充第10团3营营长。当民国临时执政府总执政段祺瑞密令陕西督军刘镇华入豫剿除国民二军时，邢肇棠营出武安，在巩县和义沟与刘镇华一部展开阵地战，几经拼杀而告捷。率兵在兰考一线策应了开封驻军的撤退，因功擢升第5混成旅第3团团长。
1927年5月任国民革命军暂编第十九军（军长高桂滋）第一师师长。1927年，任第四十七军（军长高桂滋）第六师师长。力劝高桂滋将阜阳暴动中入狱的30余名共产党员全部释放。1928年春“二次北伐”，邢肇棠师从蒙城出发，经江苏沛县、山东单县向投靠张作霖的孙传芳部发动攻势，亲历了“济南惨案”。1929年夏天毅然率部离开高桂滋的47军，参加了唐生智"护党救国"之役和冯玉祥、阎锡山的联合倒蒋中原大战，在河南许昌协助第8方面军邓宝珊筹谋划策。利用邓宝珊是甘肃天水人的条件和其军事势力，实现“甘人治甘”，在和邓宝珊磋商并得到在西北甘肃地区发展势力的潼关行营主任杨虎城(不久任西安绥靖公署主任)的支持下，1932年初回到甘肃。1932年3月甘肃宣慰使孙蔚如委任邢肇棠甘肃清乡总局总办职，划全省为十区，限期完成清乡任务。邢肇棠利用这一合法身份积极组织动员迎邓军驻甘。邓宝珊回到甘肃，任西安绥靖公署驻甘行署主任，一度暂代省政府主席职务，被蒋介石改任为新编第一军军长。邢肇棠以为邓宝珊已经投蒋，谢职到西安杨虎城处。杨虎城推荐他去察哈尔省孙殿英部。
西安事变发生后，杨虎城电约到西安时，蒋介石已被释放，又回到北平。芦沟桥事变，随孙殿英在房山县组建冀北民军，后改称冀察游击军，任冀察游击司令部副司令。1939年4月，冀察游击军在河南省林县改编为国民革命军新编第五军，任副军长。长期同中国共产党保持联系。为解决编制、装备及其军饷的不足到重庆向何应钦、蒋介石请示汇报，何应钦一见面就称他为北伐时的老朋友；蒋介石为了笼络人心，对他所提条件全部答应，派在渝请训的张治中作代表请他吃饭，又是安排陈诚与他交谈。蒋介石想拉他全力辅佐孙殿英，和八路军摩擦，限制“异党”；如果同意，拨一部分中央军归于其名下。1940年春第一次反共高潮时期，分驻新编第5军两翼的朱怀冰部、鹿钟麟部向八路军太行区发起进犯，一战区令新5军“全力协助鹿朱部队”。邢肇棠接电，严令全军不准向八路军发出一枪一弹。1940年3月朱怀冰部军部及其两个主力师的大部被歼灭。新5军军长孙殿英怕蒋介石问罪支援不力，宣扬“新5军安然无恙功劳全归于副军长”。邢肇棠收到何应钦两电“来渝相商要事”。邢肇棠借检阅部队的名义，1940年11月投奔八路军晋冀鲁豫抗日根据地，受到彭德怀的热情欢迎和亲切接见。1941年7月7日至31日，晋冀鲁豫边区在桐峪镇召开临时参议会。作为参议会代表和会议筹备人员，邢肇棠代表大会向政府代表及来宾代表致答谢词。和中共晋冀豫区党委书记李雪峰、中共中央北方局宣传部长李大章等7人被推举为边区政府实施纲领起草委员会成员。7月30日，会议选举申伯纯(八路军前总秘书长)为临时参议会议长，宋维周(国民党参议员)、邢肇棠为副议长，邓小平(中共中央北方局委员、八路军129师政治委员)、李之乾(国民党参议员)、高沐鸿(太行区文联主任)等15人为委员。1942年5月日军调集重兵对太行区实施“铁壁合围”剔抉“扫荡”，时在辽县羊角乡“白求恩医院”休养的邢肇棠沉着指挥在院人员跳出了包围圈，但随之被敌骑冲散，邢肇棠和两名警卫战士藏身在一条山沟的隐蔽处；当搜索的敌骑兵逼近，邢肇棠按了按警卫战士的肩，拔出手枪严阵以待，做好了和日军同归于尽的准备。但日军没发现他们而脱险。就在这次扫荡中，八路军副参谋长左权牺牲于辽县十字岭。1942年10月10日，晋冀鲁豫边区政府将左权将军灵柩安葬涉县石门村太行山区莲花山麓并举行公葬仪式。邢肇棠参与为墓地掩土，申伯纯和邢肇棠在“左权将军纪念塔”左侧题词镌刻“千秋典范”。在晋冀鲁豫边区，邢肇棠写了大量的杂记和见闻，抒发自己的真实感受。1943年，这些文章辑为《时事两面观》，由言论出版社出版，1944年胶东新华书店、1947年东北书店又两度进行翻印、出版；1949年邯郸裕民印刷厂出版他的《有啥说啥》。在此前后还写下《1940年春驻军林县，与日寇战两年余，然乡村风气一如往昔，偶作踏青诗》《江城子?纪念卢沟桥事变6周年》等诗作。
1943年11月16日，奉调延安学习抵达延安，受到毛泽东、朱德、贺龙等中共领导人接见。在杨家岭延安大学开始学习研究马克思列宁主义和中国共产党的路线、方针和政策。期间，中共中央军委将投奔延安的原国民军高级官员邢肇棠、周思诚、白天、王子玉、肖泽苍等组成高参室，由朱总司令隔期在王家坪八路军总部主持召开讨论会，研究抗战的战略战术。1945年5月10日延安举行庆祝德国无条件投降的大会；这天毛泽东批准邢肇棠为中共正式党员。1945年5月晋冀鲁豫边区正式召开第一届参议会，邢肇棠仍然当选为副议长。6月17日，中共七大代表与延安各界代表在延安举行中国革命死难烈士追悼大会，毛泽东主席主祭，邢肇棠以“国民党专员代表”名义，和朱德、刘少奇、周恩来四人陪祭，并继朱德、林伯渠（(陕甘宁边区政府主席）、吴玉章(陕甘宁边区政府文化委员会主任)之后在大会上讲话。7月13日，中国解放区人民代表会议筹备委员会在延安成立，周恩来任主任，陕甘宁边区政府主席林伯渠、晋西北行政公署主任续范亭、晋冀鲁豫边区参议会副议长邢肇棠、陕甘宁边区政府副主席李鼎铭任副主任。
1945年10月30日，第十一战区副司令长官兼新八军军长高树勋率一个军和一个纵队在河北邯郸战场起义。1945年11月10日，高树勋部被编为民主建国军，高树勋任总司令。1945年12月，邢肇棠受晋冀鲁豫军区派遣，赴邯郸地区武安县任民主建国军副总司令(至1947年6月)。1946年3月19日，晋冀鲁豫边区一届二次参议会在边区首府邯郸开幕，大会通过了边区政府主席杨秀峰提出的建立烈士陵园的建议。3月27日，杨秀峰和边区政府副主席戎子和、副议长邢肇棠、晋冀鲁豫军区司令员刘伯承、副政治委员薄一波(新当选为参议会议长)及张际春、参谋长李达偕同全体参会人员到邯郸城郊举行破土奠基仪式。中共晋冀鲁豫中央局组成了由刘伯承、杨秀峰、邢肇棠、张际春、薄一波组成的筹建委员会；晋冀鲁豫烈士陵园1950年建成。1946年5月15日，晋冀鲁豫中央局机关报《人民日报》在邯郸创刊。刘伯承、邓小平、杨秀峰、张际春、李达和高树勋、邢肇棠为《人民日报》创刊题词，均刊登在创刊号上。邢肇棠题词:“为国家争独立，替人民争自由。扶持正义，揭发黑暗地法西斯反动逆流。唤起民众，不给残余地封建势力做马牛”。1948年6月，晋冀鲁豫边区和晋察冀边区召开两边区驻会参议员联席会议，决定两边区合并统一召开华北人民代表大会。薄一波、邢肇棠、晋察冀边区参议会议长成仿吾、副议长于力共同主持了会议。1948年7月，晋冀鲁豫边区政府召开华北临时人民代表大会，当选为华北正式代表。1948年8月，华北临时人民代表大会在石家庄召开，邢肇棠和董必武、聂荣臻、徐向前、薄一波、成仿吾、杨秀峰、滕代远等47人被选举为华北人民政府委员，并担任华北水利委员会主任，接管国民党政府遗留下的华北水利机构。1949年9月21日，邢肇棠和薄一波、杨秀峰、宋邵文等15名华北解放区代表，出席了中国人民政治协商会议第一次全体会议。1949年10月1日，在天安门观礼台，参加新中国开国大典。
1949年10月29日，陕甘宁边区政府任命邢肇棠为宁夏省人民政府第一副主席(主席为解放军第19兵团副政治委员兼政治部主任潘自力)。1949年12月2日，中央人民政府任命他为西北军政委员会41名委员之一。1952年1月9日，潘自力调任中共陕西省委书记，中央人民政府任命为宁夏省人民政府主席。同年，中共宁夏省委第三次代表大会上当选为省委常委。1954年8月,宁夏省建制撤销合并于甘肃省,邢肇棠在同月召开的甘肃省第一届人民代表大会第一次会议上作了《关于宁夏省五年来工作基本总结的报告》。1954年9月，和张德生、张仲良、张治中、邓宝珊、吴鸿宾等共25人当选为全国人民代表大会甘肃省代表，出席了第一届全国人民代表大会第一次会议。1955年1月，调任中共河南省委委员、河南省副省长。1958年7月，黄河花园口出现历史罕见的特大洪峰，冲垮了黄河铁路大桥。8月5日周恩来在邢肇棠等陪同下再一次在现场看望、慰问了大桥抢修工地的职工和群众。因患急性心肌梗塞症，1961年5月31日下午8时30分在郑州逝世，享年68岁。安葬于北京八宝山革命公墓。

## 家庭
夫人朱仲芷曾任延安大学英语系教师、宁夏妇联常委、第五届全国政协委员等职。邢肇棠留有《生日同爱人朱仲芷同志赋诗五首》